# Yaşar Miraç
Yaşar Miraç (* 9. September 1953 in Trabzon) ist ein türkischer Schriftsteller.

## Leben
Yaşar Miraç, 1953 in Trabzon geboren, schloss 1980 ein Studium der Türkologie an der Universität von Ankara ab. Zwischen 1986 und 1971 wurden in der Provinz Trabzon zahlreiche Gedichte von ihm gedruckt. Ab 1975 wurden seine Gedichte auch landesweit in vielen Literaturzeitschriften und Zeitungen veröffentlicht. 1978 brachte er erstmals die Yeni Türkü Sanat Gazetesi (Kunstzeitschrift Neues Lied) heraus. 1979 gründete er den Verlag Yeni Türkü. Er ist auch der Namensgeber der türkischen Musikgruppe Yeni Türkü. Sein Drehbuch zum Kurzfilm Kemençe’nin Türküsü gewann 1979 den ersten Preis des Kultusministeriums.
Der Lyrikband Trabzonlu Delikanlı („der Junge aus Trabzon“) wurde 1980 mit dem Preis der Tür Dil Kurumu (Türkische Sprachakademie) ausgezeichnet und für sein Gedicht „Dilsiz Sevdalılar“ erhielt er 1983 den Abdi İpekçi Dostluk ve Barış Ödülü (Abdi İpekçi Friedens- und Freundschaftspreis). Seine Gedichte wurden in 15 Sprachen übersetzt und wurden über 100 mal durch Musiker vertont. 1981 nahm er für die Türkei am Literaturfest von Thessaloniki teil. In Belgrad beteiligte er sich 1982 an der „Konferenz zum Ende des 20. Jahrhunderts“.
In mehreren Veranstaltungen in Europa hielt er Lesungen ab – die meisten davon in Deutschland. 1982 siedelte er nach Gelsenkirchen über. Er ist verheiratet und Vater von zwei Kindern; die Sängerin Ayça Miraç ist seine Tochter.   Von 1988 bis 2001 war er an Gesamtschulen als Lehrer tätig und 2003 wurde er als Repräsentant der Türkei zum Struga Lyrikfest nach Mazedonien entsandt und 2009 zur Frankfurter Buchmesse eingeladen.
Yasar Miraç lebt seit 2001 in Istanbul und gibt regelmäßig Lesungen.

## Werke
- Trabzonlu Delikanlı (1979)
- Şili ile Söyleşi (1979)
- Gül Ekmek (1980)
- Taliplerin Ağıdı (1980)
- Çan Deresi Türküleri (1981)
- İçli Şarkılar (1981)
- Trabzon’dan Çıktım Yola (1981)
- İstanbul Bir Kırmızı Gül (1985)
- Yurdumun İşçileri (1985)
- Barış Günlerinin Gümüş Denizi (1986)
- Güleriz Ağlanacak (1988)
- Karadeniz Hırçın Kız (1988)
- Baleylim (1997)
- Lazcaz (1999)
- Deli Dumrul-Sarı Yıldız (1999)
- Nasıl Bir Trabzonspor (2002)
- 1001 Şiir (2002)
- Pembe Halk (2005)
- Sevgili Mutsuzluğum (2005)
- Trabzonaşk (2005)
- Bir Varmiş ile Bir Yokmuş - Bir Anadolu Masalı (2009)
- Kömürkirchen (2015)